# Hersiliana brevipes
Genre
Espèce
Hersiliana brevipes, unique représentant du genre Hersiliana, est une espèce fossile d'araignées aranéomorphes de la famille des Hersiliidae.

## Distribution
Cette espèce a été découverte dans du copal de Madagascar. Elle date du Quaternaire.

## Publication originale
- Wunderlich, 2004 : On selected higher and lower taxa of fossil and extant spiders of the superfamily Oecobioidea, with a provisional Cladogram (Araneae: Hersiliidae and Oecobiidae). Beiträge zur Araneologie, vol. 3, p. 809–848.